# الغويط (الشغادرة)

تعديل مصدري - تعديل

الغويط هي إحدى قرى عزلة المزاوطة بمديرية الشغادرة التابعة لمحافظة حجة، بلغ تعداد سكانها 230 نسمة حسب تعداد اليمن لعام 2004.